# Nyugati nyaralás
A Nyugati nyaralás 2022-ben bemutatott magyar krimivígjáték Tiszeker Dániel és Lévai Balázs rendezésében, Mészáros Máté és Pokorny Lia főszereplésével.

## Szereplők
| Színész             | Szereplő               |
| ------------------- | ---------------------- |
| Mészáros Máté       | Maurer Gyuri           |
| Pokorny Lia         | Maurer Kriszta         |
| Szőke Abigél        | Maurer Katica          |
| Tóth Mátyás         | Maurer Peti            |
| Patkós Márton       | Soltész Rezső          |
| Orosz Ákos          | Lantos titkosrendőr    |
| Szervét Tibor       | Suhajda elvtárs        |
| Ötvös András        | Tokodi titkosrendőr    |
| Znamenák István     | Szurdi őrnagy          |
| Péterfy Bori        | Dizőz                  |
| Katona Péter        | Balázs                 |
| Kuttner Bálint      | Rocki                  |
| Szikszai Rémusz     | Jozef Molnár           |
| Bora Fanni          | Szakács Nikoletta      |
| Egger Géza          | Recepciós              |
| Galambos Virág      | Recepciósnő            |
| Lábodi Ádám         | Német férfi            |
| Barabás Kiss Zoltán | Pilóta                 |
| Mátray László       | Svéd férfi             |
| Köles Ferenc        | Asztalszomszéd         |
| Mertz Tibor         | Kádár János            |
| Bajomi Nagy György  | Hans-Dietrich Genscher |
| Erdőfi Anna         | Tolmácsnő              |
| Péter Kata          | Bea                    |
| Fröhlich Kristóf    | Segéd                  |
| Noszály Sándor      | Teniszpartner          |
| Ziaja Ferenc        | Postás                 |
| Györfi Anna         | Tévébemondó            |
| Jámbor József       | Rádióbemondó           |
| Bay Éva             | Önmaga                 |
| Juhász Előd         | Önmaga                 |
| Paál László         | Szintis Laci           |
| Fekete Giorgio      | Nico                   |
| Carson Coma         | Bársony Metró          |

## Érdekességek
- A filmben szerepel a Carson Coma együttes.
- A film készítőinek inspirációt nyújtottak Bujtor István Ötvös Csöpi-filmjei.
- A film 1984 nyarán játszódik. A film elején a rádióban körkapcsolás szól bajnoki labdarúgó-mérkőzésekről, melyben hallható az 1982-ben elhunyt Szűcs Ferenc sportriporter is.
- A filmben jelenet látható a Linda című sorozat Panoptikum című epizódjából Görbe Nórával és Szerednyey Bélával, valamint a Vakáción a Mézga család című rajzfilmből.
- A filmben jelenetek láthatóak a Fotó Háber című filmből, Latinovits Zoltán főszereplésével.
- Felhangzik a filmben a KFT együttes Bábu vagy című száma is.
- A jelenetek zöme Balatonfüreden és Veszprémben játszódik, (a vasútállomáson játszódó jeleneteket a Széchenyi-hegyi Gyermekvasút Szépjuhászné állomásán vették fel) de némileg keretbe foglalja a történetet, hogy a főszereplő család a Vászoly–Balatonudvari közti úton éri el a Balaton térségét és a sztori végén ugyanazon az útvonalon hagyják is el azt.
- Amikor a hűtőházban Gyuri felhajtja a zacskót a halottról, akkor az a rövid zene hallható, amit a Pogány Madonna című filmben a bűncselekmények felfedezésénél lehet hallani.

## Nézettség, bevétel
A nézettségi adatok szerint 86 458 jegyet adtak el rá, és ezzel az eredménnyel mintegy 131 811 492 Ft bevételt termelt a jegypénztáraknál. Ezzel pedig 2022 legnézettebb magyar filmje lett.

## Díjak
- CineFest Miskolci Nemzetközi Filmfesztivál közönségdíja (2022)[3][4]